# یعقوب هرتزوگ
یعقوب یسرائیل هرتزوگ (عبری: יעקב ישראל הרצוג‎، زاده:۱۹۷۷) یک حاخام اسرائیلی-آمریکایی ساکن اورشلیم است که در زمینه مسائل بین دینی فعالیت می‌کند. او خود را حاخام اعظم (حاخام اکبر، حاخامباشی) عربستان نامیده‌است.

## زندگی
هرتزوگ در در بروکلین، ایالات متحده آمریکا به دنیا آمد. او تحصیلات خود را در موسسات مذهبی به پایان برد. او با خباد لوباویچ مرتبط است و مدرک حاخام بودن خود را از این مؤسسه دریافت کرده‌است. در ۱۲ سالگی هرتزوگ به همراه خانواده اش به اسرائیل مهاجرت کردند. او تحصیلات ابتدایی خود را در یشیوای کیریات اربا و سپس در یشیوای هار براخا انجام داد. او سپس به کشاورزی روی آورد و در زمینه فروش محصولات کشاورزی شروع به کار نمود. او دارای شرکتی است که بذر صادر می‌کند. هرتزوگ همچنین یک موهل است.

## دیدگاه‌ها
هرتزوگ معتقد است مأموریت او نزدیک کردن تمامی ملتهای جنتیل دنیا به اجرای قوانین هفت‌گانه نوح بر اساس تلمود و ارزشهای جهانی پایدار است.

## ارتباط با عربستان سعودی
هرتزوگ خود را حاخام اعظم عربستان سعودی نامیده‌است. جامعه یهودیان در عربستان بسیار کم است. او چندین سفر به عربستان کرده‌است و به گفته خودش قصد دارد با محمد بن سلمان دیدار کند. بیشتر سفرهای او با هزینه شخصی انجام شده و او در وبسایتش برای سفرهایش پول جمع می‌کند. وزارت امور خارجه اسرائیل در مورد سفر هرتزوگ اظهار بی اطلاعی کرد.
هرتزوگ بنا به گفته خودش ۲۵ سال است که با عربستان سعودی در تجارت است و بذرهای کشاورزی به عربستان صادر کرده‌است.

## سفر به ایران
او در اسفند ۱۴۰۰ به ایران سفر کرد و با یهودیان ایران دیدار کرد. او در این سفر به همدان رفت و از مقبره استر و مردخای بازدید نمود.سفر هرتزوگ به همدان خیلی پرحاشیه بود و سرو صدا در فضای مجازی و رسانه ای ایجاد کرد.او همچنین به کنیسه‌های مختلف سر زد. رهبر کلیمیان ایران همایون سامه‌یح نجف‌آبادی اعلام کرد که با این سفر مخالف بوده‌است و جامعه کلیمیان ایران با صهیونیستها در تماس نیست. او اعلام کرد در مورد ورود هرتزوگ تماسی با جامعه کلیمیان صورت نگرفته‌است. وی بیان کرد: متأسفانه کسانی در خارج و بعضاً داخل کشور هستند که باعث ایجاد حاشیه‌سازی برای ایرانیان جامعه کلیمی می‌شوند و مشخص نیست چرا به‌دنبال چنین اقداماتی هستند. سیامک مره صدق نماینده ادواری کلیمیان نیز گفت :هیچ دعوتی از سوی جامعه ایرانی کلیمی برای سفر وی به ایران انجام نشده‌است. او گفت هیچ عکسی از دیدار مقامهای کلیمی کشور با وی وجود ندارد. روزنامه کیهان خواستار پاسخگویی نهادهای مسئول دربارهٔ سفر هرتزوگ شد. بسیاری سایتهای ایرانی قبلاً سفر هرتزوگ به عربستان سعودی را مورد انتقاد قرار داده بودند.